# Szlak Renesansu w Małopolsce
Szlak Renesansu w Małopolsce - nazwa projektu organizowanego przez Stowarzyszenie Willa Decjusza, a docelowo (w 2009 r.) szlak turystyczny, który obejmować będzie obiekty renesansowe w Małopolsce.
W etapie I udział biorą:
- Pałac Mirów w Książu Wielkim
- Ratusz w Tarnowie
- Willa Decjusza w Krakowie